# Acraea toruna
Acraea toruna är en fjärilsart som beskrevs av Grose-smith 1900. Acraea toruna ingår i släktet Acraea och familjen praktfjärilar. Inga underarter finns listade i Catalogue of Life.